# Louis Gérard
Louis Gérard (1733-1819) est un botaniste français, auteur de la Flora gallo-provincialis publiée en 1761.

## Biographie
Louis Gérard naît le 16 juillet 1733 à Cotignac (Var).
Après des études à Draguignan, il s'oriente vers la médecine, encouragé par Joseph Lieutaud, un ami de son père, lui-même médecin. Il est reçu à la faculté de Montpellier, où il rencontre Philibert Commerson dont l'influence le fait se tourner vers la botanique. Il parcourt alors la Provence pour y récolter les plantes qui figureront dans sa Flora gallo-provincialis, publiée (en latin) en 1761, alors qu'il est installé à Paris. Bernard de Jussieu lui propose un poste d'enseignant au Jardin des plantes, mais il préfère regagner la Provence, pour y exercer comme médecin de campagne. Il continua néanmoins ses activités de botaniste en publiant et en entretenant une correspondance avec d'autres botanistes (Linné, Jussieu, Commerson, Burman, Sauvages, Gouan, Schmidel, Allioni, Smith…). Il est élu membre correspondant de l'Académie royale des sciences en 1787.
Il est chanoine de l'église Saint-Louis-en-Louvre. 
Pendant la Terreur, il est emprisonné avec sa famille pour avoir protesté contre la condamnation à mort de Malesherbes, à Cabasse. Il fut libéré après le 9 Thermidor.
Il meurt le 16 novembre 1819.